# Yang Xianyi
Pour les articles homonymes, voir Yang.
 (février 2023).
Si vous disposez d'ouvrages ou d'articles de référence ou si vous connaissez des sites web de qualité traitant du thème abordé ici, merci de compléter l'article en donnant les références utiles à sa vérifiabilité et en les liant à la section « Notes et références ».
Dans ce nom, le nom de famille, Yang, précède le nom personnel.
Yang Xianyi (chinois simplifié : 杨宪益 ; chinois traditionnel : 楊憲益 ; pinyin : Yáng Xiànyì ; Wade : Yang Hsien-i), né le 10 janvier 1915 à Tianjin et mort le 23 novembre 2009 à Pékin) est un traducteur chinois.

## Biographie
Né dans une famille aisée, Yang Xianyi perd son père à l'âge de cinq ans et est élevé par la femme de son père et une concubine, sa mère biologique. Sa sœur Yang Yi est une écrivaine et traductrice célèbre pour sa traduction en chinois de Wuthering Heights et sa soeur Yang Minru, est professeure de littérature classique. Il est éduqué en famille jusqu'à douze ans, puis il est inscrit au Tianjin Anglo-Chinese College. Il termine ses études au Merton College de l'université d'Oxford où il rencontre sa future femme Gladys Tayler.
Ils rentrent tous deux en Chine en 1940 où ils commencent une carrière d'enseignants. Puis ils sont embauchés par le Foreign Languages Press et débutent leurs carrières de traducteurs.
En 1968, pendant la Révolution culturelle, ils sont arrêtés, séparés et emprisonnés pendant quatre années. Libérés, ils reçurent le paiement de leurs arriérés de salaire. Leur fils se suicide, conséquence des exactions subie pendant la Révolution culturelle.
Après la mort de Mao Zedong, dans son journal Chinese Literature, Yang publie des traductions de la littérature chinoise contemporaine et lance une collection de livres en anglais, Panda Books. Il peut alors de nouveau voyager à l'étranger.
Il a traduit, avec Gladys, de nombreux classiques de la littérature chinoise (comme Sima Qian) et quelques œuvres contemporaines (comme Lu Xun). Il a traduit en chinois Homère, Aristophane, la Chanson de Roland, des pièces de John Millington Synge et de George Bernard Shaw.

## Traductions
- Guo Moruo, Chu Yuan, a play in five acts, translated by Yang Hsien-yi and Gladys Yang, Pékin, Foreign languages press, 1953
- Hong Sheng, The Palace of eternal youth, translated from Chinese by Yang Hsien-yi and Gladys Yang, Pékin, Foreign languages press, 1955
- Lu Xun, Selected works of Lu Hsun, Pékin, Foreign Languages Press, 1956-1960
- Wu Jingzi, The Scholars, transl. by Yang Hsien-yi and Gladys Yang ; ill. by Cheng Shifa, Pékin, Foreign languages press, 1957
- The man who sold a ghost : Chinese tales of the 3rd-6th centuries, translated by Yang Hsien-Yi and Gladys Yang, Pékin, Foreign languages press, 1958
- Selected Plays of Guan Hanqing, trad. Yang Hsien-yi et Gladys Yang, Shanghai, New Art and Literature Publishing House, 1958, rééd. Beijing, Foreign Languages Press, 1958
- Feng Yuan-chun, A Short history of classical Chinese literature, translated by Yang Hsien-yi and Gladys Yang, traduction de : Tchong-Kouo Kou wen Line Kienche, Westport, Hyperion press, 1973
- Cao Xueqin, A Dream of red mansions, translated by Yang Hsien-yi and Gladys Yang], traduction de : Hong lou meng, Pékin, Foreign languages press, 1978
- Sima Qian, Selections from records of the historians written by Szuma Chien, transl. by Yang Hsien-yi and Gladys Yang, Pékin, Foreign languages press, 1979
- Homère, Aodexiu ji, Shanghai, Shanghai yi wen chu ban she, 1979
- The dragon king's daughter: ten Tang dynasty stories, translated by Yang Xianyi and Gladys Yang, Pékin, Foreign languages press, 1980
- The courtesan's jewel box: Chinese stories of the Xth-XVIIth centuries, transl. by Yang Xianyi and Gladys Yang, Pékin, Foreign languages press, 1980
- Lu Xun, Call to arms, Pékin, Foreign Languages Press, 1981
- Lu Xun, Wandering, Pékin, Foreign Languages Press, 1981
- Ai Qing, Black eel, translated by Yang Xianyi and Robert C. Friend, Pékin, Chinese Literature, distributed by China Publications Centre, 1982
- George Bernard Shaw, Pygmalion, translated by Yang Xianyi and Gladys Yang, Pékin, Chinese Literature, distributed by China Publications Centre, 1982
- Liu E, The travels of Lao Can, translated by Yang Xianyi and Gladys Yang, Pékin, Chinese Literature, distributed by China Publications Centre, 1983
- Ding Ling, The sun shines over the Sanggan River, translated by Yang Xianyi and Gladys Yang, Pékin, Chinese Literature, distributed by China Publications Centre, 1984
- Poetry and prose of the Tang and Song, translated by Yang Xianyi and Gladys Yang, Pékin, Chinese Literature, distributed by China Publications Centre, 1984
- Luo Guanzhong, Three kingdoms: a historical novel, transl. from the Chinese with afterwords and notes by Moss Roberts, California university press, 1994
- Feng Menglong, Selected Chinese stories of the Song and Ming dynasties, translated by Yang Xianyi and Gladys Yang, Pékin, 2000
- Qu Yuan, Selected elegies of the state of Chu, translated by Yang Xianyi and Gladys Yang, Pékin, 2001

### Autobiographie
- White tiger: an autobiography of Yang Xianyi, Hong Kong, The Chinese University Press , 2002  (ISBN 962996046X)